# گو بو گیول
گو بو گیول (کره‌ای: 고보결؛ زادهٔ ۲ مه ۱۹۸۸) بازیگر اهل کره جنوبی است. او فعالیت بازیگری خود را در سال ۲۰۱۱ با ایفای نقش در فیلم لاک‌پشت‌های آبی آغاز کرد.

## حرفه
گو بو گیول حرفهٔ بازیگری خود را در سال ۲۰۱۱ با ایفای نقش در فیلم لاک‌پشت‌های آبی آغاز کرد. او اولین بار در مجموعه تلویزیونی انتقام فرشته بازی کرد. او از آن زمان در تعدادی از فیلم‌ها و مجموعه‌های تلویزیونی محبوب از جمله گابلین، ملکه هفت روزه، بازگشت زوجین، مادر و سلام خداحافظ مامان! حضور پیدا کرده‌است.

## فیلم‌شناسی

### فیلم
| سال  | عنوان                                              | نقش              | توضیحات    |
| ---- | -------------------------------------------------- | ---------------- | ---------- |
| ۲۰۱۱ | لاک‌پشت‌های آبی                                      | سو جونگ جون      | [ ۶ ]      |
| ۲۰۱۳ | دی‌وی‌دی من کجاست؟                                   | شوری             | فیلم کوتاه |
| ۲۰۱۴ | phage                                              | —                | فیلم کوتاه |
| ۲۰۱۴ | نسیم بهار                                          | —                | فیلم کوتاه |
| ۲۰۱۴ | برخورد مرگبار                                      | بانوی رخت‌شوی‌خانه | بیت پارت   |
| ۲۰۱۵ | ㅈㄱㅇㄴ                                           | دوک جین          | فیلم کوتاه |
| ۲۰۱۵ | من باید همین الان برای تحصیل در خارج از کشور بروم! | Pig hair         | [ ۷ ]      |
| ۲۰۱۶ | پدربزرگ                                            | پارک بو رام      | [ ۸ ]      |
| ۲۰۱۶ | تماس پرده                                          | آن کیونگ         | [ ۹ ]      |
| ۲۰۱۷ | مادر                                               | دختر             | فیلم کوتاه |

### مجموعه تلویزیونی
| سال  | عنوان                                     | نقش           | شبکه         | توضیحات  |
| ---- | ----------------------------------------- | ------------- | ------------ | -------- |
| ۲۰۱۳ | دراما اسپشال سیریز فصل ۳: Puberty Medley  | گو ری         | کی‌بی‌اس۲      | بیت پارت |
| ۲۰۱۴ | انتقام فرشته                              | جونگ این      | کی‌بی‌اس۲      | [ ۱۰ ]   |
| ۲۰۱۴ | درامای ویژه کی‌بی‌اس فصل ۵: دختری که عکس شد | دختر مدرسه‌ای  | کی‌بی‌اس۲      | [ ۱۱ ]   |
| ۲۰۱۴ | دراما فستیوال ۲۰۱۴: خانه، همدم            | هونگ اون یونگ | ام‌بی‌سی       | [ ۱۲ ]   |
| ۲۰۱۴ | فرکانس عشق ۳۷٫۲                           | آرا           | ام‌بی‌سی اوری۱ | بیت پارت |
| ۲۰۱۵ | 'گمشده                                    | کانگ سون یونگ | اوسی‌ان       | قسمت ۱–۲ |
| ۲۰۱۵ | تهیه‌کنندگان                               | وانگ مین جونگ | کی‌بی‌اس۲      | [ ۱۳ ]   |
| ۲۰۱۵ | آدامس بادکنکی                             | نو دونگ هوا   | تی‌وی‌ان       | [ ۱۴ ]   |
| ۲۰۱۵ | درامای ویژه کی‌بی‌اس فصل ۶: آویچی           | شین یو کیونگ  | کی‌بی‌اس۲      | [ ۱۵ ]   |
| ۲۰۱۶ | دوستان عزیز من                            | ها نول        | تی‌وی‌ان       | [ ۱۶ ]   |
| ۲۰۱۶ | آخرین عشق                                 | هان سونگ یی   | اس‌بی‌اس       | [ ۱۷ ]   |
| ۲۰۱۶ | سیندرلا و چهار شوالیه                     | چوی یو نا     | تی‌وی‌ان       | [ ۱۸ ]   |
| ۲۰۱۷ | گابلین                                    | کیم یو نا     | تی‌وی‌ان       | [ ۱۹ ]   |
| ۲۰۱۷ | ملکه هفت روزه                             | یون میونگ هه  | کی‌بی‌اس۲      | [ ۲۰ ]   |
| ۲۰۱۷ | بازگشت زوجین                              | مین سو یونگ   | کی‌بی‌اس۲      | [ ۲۱ ]   |
| ۲۰۱۸ | درامای ویژه کی‌بی‌اس فصل ۹: فصل فراموش شده  | لی اون جه     | کی‌بی‌اس۲      | [ ۲۲ ]   |
| ۲۰۱۸ | مادر                                      | کانگ هیون جین | تی‌وی‌ان       | [ ۲۳ ]   |
| ۲۰۱۸ | آهنگ مرگ                                  | یون سونگ دوک  | اس‌بی‌اس       | [ ۲۴ ]   |
| ۲۰۱۹ | سرگذشت آسدال                              | چه اون        | تی‌وی‌ان       | [ ۲۵ ]   |
| ۲۰۲۰ | سلام خداحافظ مامان!                       | اوه مین جونگ  | تی‌وی‌ان       | [ ۲۶ ]   |
| ۲۰۲۱ | دراما استیج فصل ۴: احساس نماینده          | چا یونگ       | تی‌وی‌ان       | [ ۲۷ ]   |
| ۲۰۲۳ | آیدل بهشتی                                | کیم دال       | تی‌وی‌ان       | [ ۲۸ ]   |

## جوایز و نامزدی‌ها
| مراسم جوایز                     | سال  | دسته                                                   | نامزد / اثر                              | نتیجه    | منبع   |
| ------------------------------- | ---- | ------------------------------------------------------ | ---------------------------------------- | -------- | ------ |
| جوایز درامای کی‌بی‌اس             | ۲۰۱۸ | بهترین بازیگر نقش اول زن در یک درام تک پرده/ویژه/کوتاه | درامای ویژه کی‌بی‌اس فصل ۹: فصل فراموش شده | نامزدشده | [ ۲۹ ] |
| جشنواره فیلم و تلویزیون استکهلم | ۲۰۲۱ | بهترین بازیگر نقش اول زن                               | دراما استیج فصل ۴: احساس نماینده         | برنده    | [ ۳۰ ] |